# Raniero Testa
Raniero Testa (Isola del Liri, 3 novembre 1977) è un tiratore a volo italiano detentore di oltre 20 record del mondo.

## Biografia
Laureato in economia, inizia la sua carriera come testimonial di Benelli Armi, maneggiando il Vinci Benelli, un fucile che Testa montò, caricò e usò per colpire un piattello in 3,04 secondi: questo fu il suo primo record del mondo.
Ne seguirono altri 32 per un totale, finora, di 33. L'ultimo nel 2023 dove ha superato il suo precedente record rompendo 18 piattelli lanciati a mano, con 18 colpi singoli prima che i piattelli toccassero terra, davanti a un pool di giornalisti specializzati, giudici federali e dell'addetto dell'"Agency Interrecord", azienda russa che ha certificato alcuni dei suoi primati.
Exihibition shooter, Cavaliere della Repubblica per meriti sportivi e Alfiere dello Sport, è stato testimonial di Winchester Armi, Browning, Aimpoint, Swarovski, Leica, Garnin, Xtech,Rudy Prodject, Toni system, Contessa supporti per ottiche, Nordic clays , Laporte piattelli, Eurotarget piattelli, Promatic, Sporttechs, Shothunt, Sordin, Kite Optics, Gerard Champagne Bouvy, Nobel Sport Italia, Dionisi munizioni, BTL Italia, Gruppo Audi Italia, Gruppo L'automobile, Auto Reggini San Marino, Gruppo Lamborghini Roma, Helisolution Roma.
Vanta più di 1.000 spettacoli realizzati in tutto il mondo, per conto della Winchester Armi international. I suoi spettacoli volti a sensibilizzare l'utilizzo di armi per puro divertimento e spettacolo.

## Record del mondo
- Italia, Orbetello, 5 maggio 2011: monta il fucile (Vinci della Benelli Armi) e colpisce a volo un piattello in un tempo complessivo di 3:04 secondi.[7]
- Italia, Frosinone, 11 luglio 2012: colpisce 12 piattelli, lanciati con insieme da lui stesso con una mano, un unico lancio, con 12 colpi in 2,36 secondi.[8]
- Italia, Roma, 23 Febbraio 2014: Presso il Tir "Valle Aniene» in 1 secondo colpisce 5 bersagli ad una distanza di 10 metri e 5 bersagli ad una distanza di 50 metri.[9]
- Italia, Brescia,  15 settembre 2015: colpisce 25 bersagli su 25 in sequenza, con gli occhi bendati, presso il Tir "Konkaverde Lonato".[10]
- Russia, San Pietroburgo, 28 ottobre 2015: Con una carabina Winchester XPR cal. 270W e ottica Leica LRS, senza supporto, colpisce una lama posta a 100 m, che taglia il proiettile in due parti.
- Italia, Frosinone , 23 giu 2016: colpisce 15 piattelli "lepre" ("Running Rabbit") consecutivi da una distanza di 10 metri con una carabina semiautomatica Winchester SXR cal. 308 ed ottica Leica Magnus 1-6.3x24 fissata ad ingrandimento 1X.[11]
- Francia, Ivua-le-Marron, 25 aprile 2017:  colpisce 13 piattelli in volo, lanciati da lui stesso, ognuno con un singolo colpo piastre, con un fucile da caccia calibro 12 modello Winchester SX4, con 12 cartucce, più una in canna.[12]
- Italia, Ottobre 2018: colpisce 20 piattelli in volo bendato con Winchester SX3 e serbatoio da 20 colpi. Record ripetuto durante gli show in Svezia, in Francia e in Russia.
- Italia, Veroli (Frosinone), 7 dicembre 2018: sulla montagna di Prato di Campoli, colpisce 25 piattelli in volo lanciati dalla macchina con carabina vulcan, cal.308.[13]
- Italia, 18 gennaio 2021: colpisce 17 piattelli lanciati con le mani, ognuno con colpo singolo in 2,08 secondi.[14]
- Italia, 5 gennaio 2022 : colpisce ad una distanza di 185 metri con una carabina SXR2 cal 308 una lama di una sciabola separando l’ogiva e colpendo due palloni apposti dietro la stessa lama. Record certificato da Notaio, Agency interrecord San Pietroburgo e world record Agency.[15]
- Italia, 9 giugno 2023: colpisce 18 piattelli in volo lanciati da lui stesso con 18 colpi. Record certificato da world record Agency e Agency interrecord San Pietroburgo in Italia e Francia.[16]

## Onorificenze
- Ha ricevuto dal Prefetto di Frosinone il titolo di Alfiere dello Sport per alti meriti sportivi nella sua disciplina[4]. Successivamente viene insignito di Cavaliere della Repubblica Italiana meriti sportivi, data del conferimento: 13/01/2017, su proposta della Presidenza del Consiglio dei Ministri.[3] Il premio gli è stato consegnato nell’ambito dell’esibizione del concerto della Polizia di Stato in Prefettura, il 2 luglio.